# ユニオン駅 (ニューヘイブン)
ユニオン駅（Union Station）は、コネチカット州ニューヘイブン郡ニューヘイブンにあるメトロノース鉄道の駅。

## 概要
メトロノース鉄道（コネチカット州交通局）のニューヘイブン線の駅である。 アムトラックの北東回廊線の一部でもある。
この駅からニューヨーク州にあるグランド・セントラル駅（メトロノース経由）とペンシルベニア駅（北東回廊線経由）に行ける。ニューヘイブンは大都市であり、利用者も多い駅である。ニューヘイブン-スプリングフィールド線の大半の列車は当駅どまりである。

## 利用可能な鉄道路線／列車
メトロノース鉄道：
この駅は主にメトロノース・ニューヘイブン線の列車がとまる。ニューヘイブン線では主要駅の一部である。通勤に2時間かかるにもかかわらず、ニューヨークの通勤も多い。ピーク時以外は本線の最終駅である。
アムトラック：
アムトラックにとっても主要な駅であり、ほとんどの列車が停まる（高速列車のアセラ・エクスプレスを含めて）。

停まる列車は：
- アセラ・エクスプレス - ワシントンD.C.とボストンのあいだを走る高速列車
- ノースイースト・リージョナル - ワシントンD.C.とボストンのあいだを走る列車
- バーモンター - ニューヨーク／ペンシルベニア駅とセント・アルバンスのあいだを走る列車
- ニューヘイブン-スプリングフィールドシャトル - ニューヘイブン-スプリングフィールド線経由で当駅とスプリングフィールドのあいだを走る列車

ショアライン・イースト鉄道
ニューロンドン・ユニオン駅の間を走る普通列車

## 歴史
ニューヨーク・ニューヘイブン・アンド・ハートフォード鉄道により建設された。ニューヘイブンの中央駅としては3代目として1920年に開業した。駅舎の設計は当時の著名な建築家キャス・ギルバートである。1970年代前半には旅客の減少と建物の老朽化により解体の危機にあったが、連邦政府の補助金により改修工事が実施され、引き続き使用されることになった。

## 駅構造
4面9線（島式4面）のホームを持つ高架駅である。各ホームは地下道や跨線橋で結ばれている。島式のホーム有効長は9車両。
| 3番線 | ホーム | 1番線 | 2番線 | ホーム | 4番線 | 6番線 | 8番線 | ホーム | 10番線 | 12番線 | ホーム | 14番線 |

| 路線                                  | 方向 | 行先                                 | 備考               |
| ------------------------------------- | ---- | ------------------------------------ | ------------------ |
| ■ニューヘイブン線                     | 上り | グランド・セントラル方面             |                    |
| ■ニューヘイブン線                     | 下り | ステイト・ストリート方面             |                    |
| 北東回廊線                            | 上り | ペンシルベニア駅／ワシントンD.C.方面 |                    |
| 北東回廊線                            | 下り | ボストン方面                         |                    |
| ニューヘイブン-スプリングフィールド線 | -    | スプリングフィールド方面             | 直通と折り返し列車 |

6番線はホームがない。奇数の番号の線は北に位置する。

## 隣の駅
メトロノース鉄道
■ニューヘイブン線
ミルフォード - ニューヘイブン・ユニオン駅 - ステイト・ストリート
アムトラック
北東回廊線
ブリッジポート - ニューヘイブン・ユニオン駅 - オールド・セイブルック
ニューヘイブン-スプリングフィールド線
（ブリッジポート） － ニューヘイブン・ユニオン駅 - ウォリングフォード
ショアライン・イースト鉄道
北東回廊線
（ブリッジポート） - ニューヘイブン・ユニオン駅 － ステイト・ストリート